# 梶山季之
梶山 季之（かじやま としゆき、1930年1月2日 - 1975年5月11日）は、日本の小説家・ジャーナリスト。ルポライターとして梶 季彦、少年少女向け推理・冒険小説（ジュブナイル作品）の著者として梶 謙介のペンネームがある。
週刊誌創刊ブーム期に代表的なトップ屋として活躍、その後『黒の試走車（テストカー）』『赤いダイヤ』などの産業スパイ小説、経済小説でベストセラー作家となり、推理小説、時代小説、風俗小説、社会小説、痛快小説、SF小説、時代小説、実録小説、少年少女向けの冒険小説等とあらゆる分野に作品を残した多才・多作の作家であった。酒の飲み過ぎにより取材先の香港で45歳で客死。昭和一桁生まれの最後の無頼派的な文士といわれ、磯田光一は「戦後文壇の自爆者」と評した。

## 人物

### 生い立ち
土木技師の父が朝鮮総督府に勤務していたため、朝鮮の京城で生まれた。五木寛之は南大門小学校の後輩である。子供の時から作家志望で、小学3年頃には科学冒険小説を書いて級友に読ませていた。1942年京城中学校入学。成田豊は当時からの親友。敗戦後引き揚げ両親の郷里、広島県佐伯郡地御前村（現廿日市市）で育つ。広島二中（現広島観音高）を経て広島高等師範学校国語科に入学。在学中に同人誌『天邪鬼』を創刊、後に地元の同人誌を糾合し広島文学協会を設立、同人誌『広島文学』に参加するなど精力的に活動した。同人誌のメンバーだった美那江夫人と出会う。また『中国新聞』学芸部の金井利博と知り合い、広島ペンクラブの設立、運営にも加わった。『天邪鬼』に一文を寄せていた作家原民喜の自殺に衝撃を受け、金井とともに原を記念する詩碑の建立に奔走した。
卒業後の1953年、両肺に空洞があることを知るが、家出同然にして上京。後を追って上京した美那江と8月に結婚。横浜鶴見工業高校の国語教師を務める後、職を転々とするが、結核の前歴を隠しての就職のため、健康診断の時期が近づくとどこも辞めていた。その後杉並区阿佐ヶ谷で喫茶店「阿佐ヶ谷茶廊」の経営をしながら、『新早稲田文学』『希望』などの同人誌で活動。1955年に村上兵衛の紹介で三浦朱門らのいた『新思潮』（第15次）同人になり小説を書き、1956年『新潮』に同人雑誌推薦作品として「合わぬ貝」が掲載され、これが初めての商業誌掲載となった。一方、1958年にフリーライター専業となって『文藝春秋』『週刊新潮』などに記事を書くようになり、阿佐ヶ谷で喫茶店のあと経営していたバーをたたみ文筆一本でいくことを決意する。
『週刊明星』の創刊から関わり、また「大宅壮一ノンフィクションクラブ」にも参加。世紀のスクープと言われた「皇太子妃に正田美智子さん」をスクープしたのも梶山だった。1950年代後半、時代は出版界でも急速に動き、時代小説中心の倶楽部雑誌が潰れ、高度経済成長期に見合うような新しいタイプの流行作家が求められたが、梶山は1959年『週刊文春』創刊に際し、その社外スタッフとして入り、トップ屋グループ「梶山軍団」と呼ばれる取材記者の一群を率いて、草創期の誌面に週刊誌特有の躍動的なジャーナリズムを作り上げる。ルポライターとして週刊誌ジャーナリズムにおける取材と執筆を分業するシステムを最初に導入し、「文春砲」の基礎を築いた一人であった。『新思潮』の同人だった有吉佐和子がすぐに売れたため、嫉妬していたとされる。またこの時期「梶謙介」のペンネームで小学館の学年誌などに多くの冒険小説を書き、三谷晴美（瀬戸内寂聴）と双璧の人気と言われる。1958年には朝日放送にいた阪田寛夫の依頼でラジオドラマ脚本「ヒロシマの霧」「才女ブーム異変」「恋愛作法（吉行淳之介原作）」「外貨ブローカー（原作「振興外貨」）」を執筆し、「ヒロシマの霧」で1959年民放連盟賞優秀賞、同「蛸が茶碗を抱いていた」で1960年文部省芸術祭参加、1961年 - 1962年の連続ドラマ『愛の渦潮』など1964年頃まで執筆していた。

### 流行作家へ

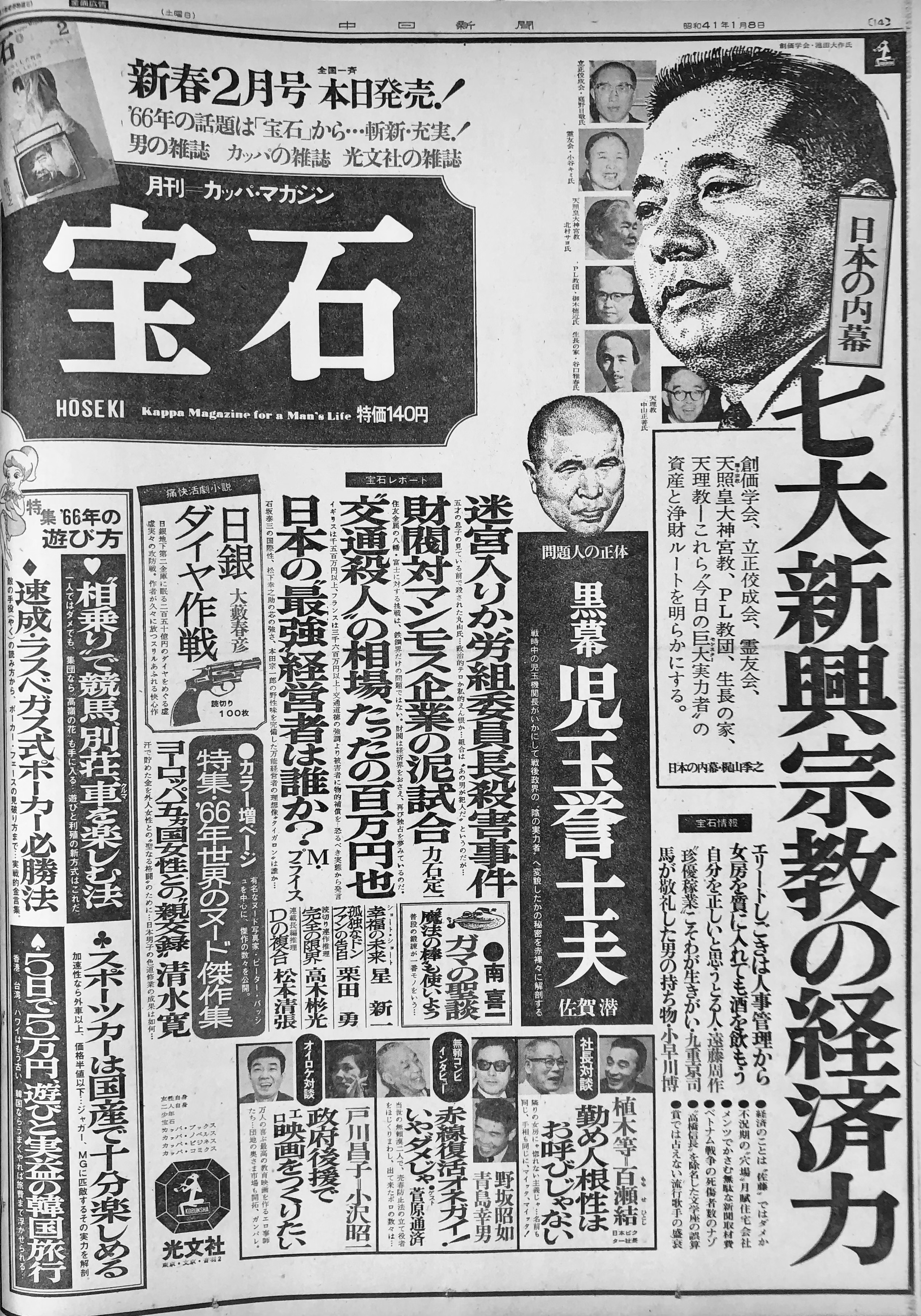
『宝石』1966年新春2月号に「日本の内幕 七大新興宗教の経済力」を寄稿した。

1961年に結核を患い約3か月間の入院生活を余儀なくされるが、これを機にトップ屋をやめ本格的に小説の執筆に乗り出し、翌1962年、自動車企業間の熾烈な競争を背景にした経済小説『黒の試走車』がヒット。「企業情報小説」、「産業スパイ小説」という新分野を開拓した。多くのベストセラー小説やルポを書き、高度成長期の潮流に乗った流行作家になった。1966年、『週刊新潮』連載の小説「女の警察」により、刑法175条（猥褻物頒布）の容疑で略式起訴され、同誌編集長野平健一と共に罰金5万円の有罪判決を受ける。1969年には7786万円の収入を得て、文壇長者番付第1位となった。
ジャーナリストの世界において、記事執筆のためのデータ収集を専門とする「データマン」、そしてデータマンの集めた情報を元に記事を執筆する「アンカーマン」という分業体制を確立したのは、日本では梶山が最初であると言われている。
1969年、夫人を社長として株式会社季節社を設立。作家がプロダクションを持つのは当時珍しく、後に五木寛之、松本清張らがプロダクションを持った。1971年、文壇・マスコミ界の埋もれた逸話を記録するため月刊『噂』を自費創刊するが、赤字により1974年終刊。
野坂昭如は『平凡パンチ』1972年2月28日号のインタビューで、梶山を評して「よくもま、この10年間小説ジャーナリズムの世界を支えてきたと思いますよ。出版社は彼の小説で上げた利益で、純文学を出して来たんだからね。純文の連中がエロがどうでこうで言うのを聞くと、ぶん殴りたくなる」と話した。
1972年に結核が再発し、北里研究所付属病院に入院後、伊豆の別荘で療養。この時別荘に書斎を増築し、27日で完成したため「二十七日庵」と名付け、今東光に扁額と表札を書いてもらって掛けた。また土地を借りて畑仕事も行う。同年、国際会議の運営をめぐり日本ペンクラブを脱退。1973年、今東光の文壇野良犬会に参加。1974年には自民党から参議院全国区での立候補を要請されたが辞退している。
あらゆるジャンルの作品を手掛けたが、生涯のテーマは、朝鮮・移民・原爆とも言われ、日韓併合期の朝鮮を題材にした「族譜」「李朝残影」などの作品も残している。「李朝残影」は1964年に美空ひばり主演でテレビドラマ化され、1967年に申相玉監督により日韓最初の合作映画として計画されたが頓挫し、韓国映画として製作された。

### 死とその後
1975年5月7日、ライフワークである長編小説『積乱雲』の取材のために訪れた香港のマンダリンホテルで突如吐血。救急車で運び込まれたカノッサ病院に適切な設備がなく、一時は容態が安定するもののその後急変、5月11日早朝、食道静脈瘤破裂と肝硬変で死去。今東光が命名した戒名は「文麗院梶葉浄心大居士」、棺には愛飲していたサントリーオールドを注がれ、缶入りピース、原稿用紙とモンブランの万年筆、『李朝残影』が納められて、大宅壮一と同じ鎌倉瑞泉寺に葬られた。戦後30年をペン一本で戦った"文壇の戦士"の壮絶な死に様だった。人は評して「最後の行動派作家の特攻的戦死」といった。毎年5月11日は梶葉忌として偲ばれている。またこの直前に出席していたNHKテレビ市民大学講座「大衆文学をこう書く」の座談会の録画は、5月12、13日に放送された。
収集していた蔵書1万7千点のうち、朝鮮・原爆・移民関係の7千点は1977年ハワイ大学図書館に寄贈され、「梶山季之記念文庫」となった。その他、雑誌類4千点と書籍2千点が大宅壮一文庫に寄贈された。1977年12月には、生前描き溜めていた油絵やスケッチを展示する「梶山季之遺作展」を京橋東京近代美術クラブで開催。33回忌にあたる2007年、広島大学文書館に自筆原稿、蔵書などが寄贈された（梶山季之文庫）。
十数年の作家活動であったが作品数は多く、死後も人気は衰えずに12年後までに120冊の文庫が出版され、1300万部の売り上げをあげた。サービス精神の旺盛な作家という評に加え、編集者や周囲の人々への気配りについてもしばしば語られている。17回忌となる1991年5月、広島市の中区加古町5・アステールプラザ裏に6百数十名の出資による梶山季之文学碑が建立された。碑文には直筆の「花不語（花は語らず）」が刻まれている。これは本人がよく揮毫に用いた言葉である。1992年には夫人の拠出による「梶山季之文学碑建立記念基金」が設立され、研究振興に充てられている。近年は雑誌などの特集により、その膨大な作品群を再評価する動きが出ている。

### 作家活動
小説の分野としては、生地である朝鮮をテーマにしたもの、トップ屋としての視点と情報収集力を活かした企業小説、推理小説、風俗小説、時代小説などがある。在学中の1952年に『広島文学』に日本統治時代の朝鮮の創氏改名を扱った「族譜」を発表、同年本作を収めた短編集で、友人の坂田稔との共著『買っちくんねえ』を自費出版、「族譜」は後に加筆されて1961年に『文学界』に発表される。1958年『新思潮』に終戦の日を描いた「性欲のある風景」を掲載、1963年には提岩里事件を取り上げた「李朝残影」を『別冊文藝春秋』に発表し、直木賞候補となる。
1958年、『新潮』に「地面師」発表。1960年『週刊文春』で推理小説『朝は死んでいた』を連載。1961年に北里研究所付属病院に入院中に、『スポーツニッポン』の連載小説の作家が急病のため新連載を依頼され、あずき相場を扱った『赤いダイヤ』を連載開始し大いに好評となった。続いて酒場で見知っていた当時光文社の種村季弘に後藤明生から紹介されて書き始めた、書き下し長編『黒の試走車』を1962年にカッパ・ノベルスで出版。同年には『青いサファイヤ』『影の凶器』『夜の配当』『男の階段』『女の斜塔』と連載を開始、月産1000枚と言われる執筆量となり、数年後には1300枚を記録した。ルポライターとしての視点、情報収集力を活かした『黒の船渠』『夢の超特急』『小説GHQ』などを発表。1967年から翌年に『中間小説誌や娯楽雑誌の発刊が相次いだ際には、その創刊号の多くに小説、エッセイ、ノンフィクションを執筆、「創刊号男」「突破口」と称された。執筆誌は『月刊現代』『月刊タウン』『別冊アサヒ芸能』『ビッグコミック』『PocketパンチOh!』『プレイコミック』『小説セブン』『マイウェイ』『別冊サンデー毎日 読物専科』『小説エース』『小説宝石』。1971年には休筆を宣言し、1972年1年間は月刊誌への小説を休んだが他の執筆は続け、仕事量が減るにとどまり、翌年は元に戻った。
またルポライター時代の1960年、金井利博の依頼で「中国新聞」に頼山陽の青春時代を描いた「雲耶山耶」（くもかやまか）を連載。また時代小説として、1970年以降『彫辰捕物帖』シリーズ全6巻、「辻斬り秘帖」などを発表。
「鉄道弘済会のベストセラー作家」とも呼ばれ、作品は常に新鮮な時代感覚に溢れ読者サービスに徹した。サービス精神の赴くまま材料の仕込みには惜しげもなく金を注ぎ込んだ。天性のストーリー・テラーで筆力抜群、しかも稀代の速筆家であった。印刷屋への発注ミスで8万枚のネーム入り原稿用紙を購入する羽目になったが10年足らずでほとんど書き損じもなく使い切ってしまった、三日二晩で300枚の長編を書き上げる（『ミスターエロチスト』）、短編小説を電話で頼めばすぐに取りに行っても原稿が出来上がっている、原稿を取るために出版社がヘリを飛ばす、といった伝説まで生まれた。一文ごとに改行するスタイルは、時に原稿料目当ての枚数稼ぎとも揶揄された。
後年はエロティシズムへの傾斜を深め、ポルノ小説を書きまくったため、世間から「ポルノ作家」「性豪作家」のレッテルを貼られた。1968年に『別冊文藝春秋』に『ミスターエロチスト』252枚を一挙掲載。当時は「なにもあそこまで書かなくても」「サービス精神のいきすぎ」などと言われ、1972年まで単行本化もされなかったが、後に「先駆的作品」「現在の、性を扱った小説の、あらゆる原型がここにある」などと評される。これは元々有馬頼義に原稿を依頼していたのが締切一週間前に病に倒れたため、急遽梶山に依頼され二日半で書き上げたものだが、以前から構想を温めていことがその後取材ノートから伺われている。また女性の名器を指す「ミミズ千匹」を一般に知らしめたのは『女の警察』と言われる。
朝鮮、内地に帰って育った広島の原爆、母の経験したハワイ移民という三つのテーマをライフワークとしようとしており、それぞれで3本の長篇小説を書くと山口瞳に言ったところ、「三つのテーマがあるなら、それを一つにして大河小説を書くべき」の言われ、1974年に題を『積乱雲』として資料収集、取材を進めながら執筆を開始していた。
原爆に関わるテーマの作品としては、1970年「憑かれた女」、1971年「ケロイド心中」がある。「ケロイド心中」を『小説現代』に発表した時には、広島県原水協、同被団協、原爆文献を読む会などから、被爆者差別を助長するとの抗議が寄せられた。これに対して梶山は、被爆者の立場で、実話をモデルにして書いたというコメントを『中国新聞』に掲載。何度か抗議の手紙が届いたが、それ以上のことにはならなかった。1969年に金井利博が原爆被災資料研究会から『原爆被災資料総目録』を刊行していたのに資金援助をしていたことが、死後明かされた。
文学論として残されている言葉に、「文学といえばすぐに愛だの恋だのを書く。（略）金の動きにもロマンはある」（1966年広島大学懇談会）、「私の小説は、文章はカサカサに乾いていて、手垢がついているけれども、材料にだけは自信がある−−と自慢しておく」（「私の小説作法」）などがある。徹底した調査を元にした作品は「調べた小説」などとも言われ、自身ではジャーナリズムとして報道できる限界があるため、事実を小説に仮託して書くという方法としても考えていたという。
現代の女岩窟王というべき復讐譚『罪の夜想曲』を1973年から『週刊明星』に連載していたが、急死によって72回で絶筆となり、残されたメモを頼りに夫人が結末を加筆して完結された。書きかけていた長編『積乱雲』は、10年間に1万2千枚の予定で新潮社から書き下ろしで出版の予定だったが、書き出し部分の遺稿30数枚分が『別冊新評 梶山季之の世界』（1975年）に掲載された。

### ジャーナリスト活動
1958年に『文藝春秋』の編集長田川博一に自薦の手紙を出し、ルポライターとして採用。最初の記名記事は『文藝春秋』一九五八年五月号の「丸ビル物語——サラリーマンの故郷」。それより以前には嵯峨浩の自伝『流転の王妃』にゴーストライターとして携わっていた。続いて同年創刊の『週刊明星』にも起用され、無署名で書いた警職法改正案に関する「またコワくなる警察官-デートも邪魔する警職法!」と題した記事は、自民党幹事長の田中角栄が編集部に抗議に来るほどの大きな反響を呼んで法案は撤回に追い込まれた。また同年の皇太子妃決定に際しては梶謙介名義で話題小説「皇太子の恋」を掲載、新聞社間のスクープ禁止の協定を破り、他社に先駆けてすっぱ抜いた。
1959年の『週刊文春』創刊では、岩川隆、中田建夫、有馬將祠、加藤憲作、恩田貢の5人で梶山グループを作り、「週刊文春特派員」として特集記事作りに2年間参加。東京都知事選挙立候補者の有田八郎を落選に追い込んだ怪文書「般若苑マダム物語」の作者を突き止めるスクープなどを書いた。
1961年に『週刊文春』から撤退して小説に専念するが、その後もノンフィクションの依頼を受け、1963年には『小説現代』で「実力経営者伝」として、本田宗一郎、小佐野賢治ら8人の評伝を掲載。1965年に創刊した『宝石』で「日本の内幕」連載、創刊号での防衛庁の日米共同実戦計画などをルポ、翌年に猥褻物頒布容疑で摘発されたのはこれらが目障りになったために梶山の信用失墜を狙ってのこととも言われた。1968年にも『かんぷらちんき』『スリラーの街』で同容疑の取り調べを受け、これも「小説防衛庁」での内幕暴露のしっぺ返しと言われた。
1965年に「小説・創価学会」を『婦人生活』誌に連載すると抗議が殺到、その後大規模な言論出版妨害事件に発展し、1970年には連名で創価学会系雑誌への執筆拒否宣言をする。
1967年に大宅壮一マスコミ塾が開講した際には、実践教育編の講師も務めた。
トップ屋の呼称は、扇谷正造に新宿の飲み屋で「おいトップ屋」と肩を叩かれたことから付いた。この言葉がテレビドラマなどで使われて広く知られるようになり、梶山自身は後に『週刊公論』で「トップ屋自身が語る」を書いた。

### 月刊『噂』
梶山と講演会で一緒になった伊藤整と、作家の裏話を集めて活字にしようという相談をし、梶山の担当編集者が毎月第三土曜に集まる「三土会」を編集母体、その中で高橋呉郎を編集長として1971年8月『月刊噂』を創刊した。創刊号記事は特集「知られざる大宅壮一」、「内田百閒を偲ぶ座談会」、「阿部定と坂口安吾対談」（再録）など。発行当初は政財界人の購読申し込みが多かったともいう。1974年3月まで全32冊を出して、5000万円の赤字を出して終刊。
また噂賞を制定し、受賞者は以下:
- 第1回 1973年 小説賞:藤本義一、さしえ賞:宮田雅之
- 第2回 1974年 小説賞:田中小実昌、さしえ賞:浜野彰親

第1回の賞金は10万円で、贈呈者は今東光が務めた。
1972年には噂発行所から第15次新思潮同人の自選作品集『愛と死と青春と』を刊行。
毎月1000枚以上の原稿を書き、何人もの女性たちと付き合いながら、13年間で書いた作品数は300冊を優に超える。

## 作品

### 経済小説
同人誌時代から行動力旺盛だった梶山は、『新思潮』でも営業部長を自任して広告取りなど金策に奔走し、輸出振興外貨資金制度やあずき相場も利用しようと情報を集めた。この過程で小説化の思いが浮かび、1956年に「振興外貨（リテンション）」を『新思潮』に発表、1958年『新潮』に企業乗っ取りを扱った「地面師」を発表。続いてルポライター時代を経て小説に専念しようとした1961年に「赤いダイヤ」連載。同年に書き貯めた、自動車業界の産業スパイを扱った『黒の試走車』を1962年に書き下ろしで出版し、産業スパイという題材の新しさや、従来の小説とは異なった情報の詰まった小説として注目されてベストセラーとなり、産業界にも大きな反響をもたらして「産業スパイ」は流行語になった。また映画化もされて、大映の「黒シリーズ」の元となった。これで一躍人気作家となり、引き続き高度成長期の産業界を描いた経済小説を続々と発表する。
産業スパイものとして、家電業界もの『影の凶器』（講談社、1964年）、造船業界を舞台にした『海の薔薇は紅くない』、女性の産業スパイの登場する『SEXスパイ』などがある。また企業から仕事を請け負う腕利きの産業調査員の津村公と、経済界の裏事情に通じて企業からの相談事を津村に回す春野団蔵が活躍する連作短編集『虚栄の館』をはじめとする「調査資料（秘）」シリーズもある。
また企業の裏側を描く経済小説として、『赤いダイヤ』の続編『青いサファイヤ』、新幹線汚職を扱った『夢の超特急』、1964年東京オリンピックを巡る土地開発を描く『のるかそるか』、広告業界を舞台にした『罠のある季節』、黒の試走車の続編にあたるサスペンスタッチの『傷だらけの競走車』及び自動車販売合戦を描く中編「黒の燃焼室」(1965年)、株相場を扱った『見切り千両』『みんな黙れ』、中東紛争による石油危機を扱った『血と油と運河』、化粧品業界を扱った『狂った脂粉』などがある。『てやんでぇ』では『赤いダイヤ』の主人公木塚慶太がアメリカに乗り出す。
- 『黒の試走車[注 3]』光文社 1962年  The Black Test Car  - 田宮二郎主演で映画化『黒の試走車（テストカー）』（1962年、大映東京）[23]
- 『黒の燃焼室』（短編集） - 『黒の試走車』の主役たちが再び登場する表題作ほか六編を収録。
- 『赤いダイヤ（上）（下）』集英社 1962、63年
- 『青いサファイア』講談社 1963年（『スポーツニッポン』連載）
- 『SEXスパイ』集英社 1963年（1,2話は『小説中央公論』1962/7月号掲載ほか、3話は『別冊週刊漫画TIMES』）のち桃源社『赤い妖精』 1967年
  - 「第1話・赤い妖精（SEXスパイ）」
  - 「第2話・令嬢作戦」
  - 「第3話・人魚の恋」
- 『続SEXスパイ』集英社
- 『のるかそるか』文藝春秋新社 1964年（1963年5月-64年2月、地方紙掲載）
- 『夢の超特急』光文社 1963年 - 増村保造監督で『黒の超特急』のタイトルで1964年に映画化。
- 『海の薔薇は紅くない』集英社 1964年（『週刊明星』連載、1965年『黒い船渠』と改題） - 造船業界を舞台にした国際的産業スパイの暗躍を描く。
- 「調査資料（秘）」シリーズ
  - 『虚栄の館 産業ミステリー調査資料㊙』サンケイ新聞出版局 1964年（短編集、『週刊サンケイ』連載）
    - （「眩い巨塔」「ある盲点」「引き抜き秘法」「虚栄の館」）

  - 『甘い樹液』サンケイ新聞出版局 1964年（短編集）
    - （「怪文書」「談合入札」「甘い樹液」）

  - 『白い廃液』サンケイ新聞出版局 1965年（短編集）
- 『影の凶器』講談社 1964年（『新週刊』連載13回で中断のち大幅加筆） - 井上昭監督で1964年に映画化。
- 『罠のある季節』文藝春秋新社 1965年（『週刊文春』連載）
- 『てやんでぇ』光文社 1966年（『北国新聞』『愛媛新聞』他1964-65年連載）
- 『狂った脂粉』光文社 1966年（『時』1964年連載） - 元高校教師が生徒への暴力で辞職、アメリカ資本の化粧品会社の協力企業にスカウトされる。
- 『傷だらけの競走車（ラリー・カー）』光文社 1967年（『別冊宝石』連作）[注 4]
  - 「第1部 四十二号アルプスに消ゆ」
  - 「第2部 キリマンジャロの黒い雪」
  - 「第3部 紺碧海岸の怪」
  - 「第4部 モンテ･カルロの死闘」
- 『新説・色くらべ』集英社 1968年（短編集）
  - 「怠慢なり宣伝部長」
  - 「上陸作戦は終わりぬ」
  - 「幻の五社協定」
  - 「寒い夏」
- 『黒い船渠（ドック）』[注 5]。 集英社 1969年
- 『華やかな罠』 祥伝社 2010年
- 『華麗なる復讐』 祥伝社 2010年
- 『見切り千両』講談社 1971年（『別冊小説現代』1970年）- 1970年第2回小説現代ゴールデン読者賞受賞
- 『みんな黙れ（天の章）（地の章）』徳間書店 1971-72年（『アサヒ芸能』連載＜小説総会屋＞）
- 『血と油と運河』集英社 1975年（『週刊読売』1974年連載）
- 『青の執行人』桃源社 1972年
  - 「狂気の沙汰」
  - 「謀略の背景」

### 企業人物誌
企業や経済を舞台した作品の中でも、実在の人物をモデルにしたものも含め、高度成長期を背景に活躍する人物の生き様に焦点を当てたものも多い。特に戦後の混乱期を生き抜いて企業経営に成功するまで、その後の挫折や私生活までを包括的に描いている。国会の爆弾男の異名を取った代議士をモデルにした長編『色魔』、短編「"火消し"新八」、またルポライター時代から東急グループ創設者五島慶太や西武グループ創設者堤康次郎に注目しており、堤をモデルにした『悪人志願』や、電力業界の松永安左エ門を題材にした「小説 松永安左衛門」がある。『どないしたろか』は義弟をモデルにした薬品業界での「ど根性出世譚」だが、夜の部分はまったくの脚色という。『虹を掴む』は素人百姓から立身出世した男が主人公で、モデルは三好興産社長の三好淳之。
- 『悪人志願』講談社 1966年
- 『虹を掴む』光文社 1966年、講談社 1976年 - 戦後の混乱の中で財をなし、水商売の頂点を目指す主人公。
- 『色魔（青春篇）（怒濤篇）（完結篇）』徳間書店 1968-70（『アサヒ芸能』連載）
- 『どないしたろか』徳間書店 1974年（『アサヒ芸能』1973年連載）

### 社会小説
経済や企業もの以外の分野（法律・政治・社会問題など）を扱った作品を本項目で別記する。
- 『囮』サンケイ新聞社 1964年 - 連載時のタイトルは『まだはもうなり』。掲載誌が休刊となり、単行本化のため修正と加筆し、改題のうえ刊行された。
- 『ある秘書官の死』光文社 1967年（短編集）
  - 「ライバル」
  - 「スクープの内幕」
  - 「ある秘書官の死」
  - 「流浪の人」
  - 「転落の記」
- 『一匹狼の唄』実業之日本社 1967年
- 『離婚請負業』秋田書店 1967年（短編集）
  - 「失脚のカルテ」
  - 「背徳の倫理」
  - 「男の誇り」
  - 「離婚請負業」
- 『ペテン師物語』桃源社 1968年（短編集）
  - 「ある陥穽」
  - 「なんでも来い」
  - 「ペテン師物語」
- 『密閉集団』光文社 1969年
- 『ちりぬるを』（短編集）
- 『稲妻よ、奔れ』
- 『名誉棄損』桃源社 1972年（短編集）
- 『虎と狼と』実業之日本社 1975年

### 痛快小説
政界、経済界における成功者の他に、一匹狼的な立場で金と女を獲得する人物や、任侠界の人物を描く、サラリーマンにとってのファンタジー的作品も多い。『夜の配当』と続編『非常階段』では一流企業を退職してトラブルコンサルタント業を開いて違法合法すれすれのアイデアで成功する人物、『野望の青春』は観光業界で活躍する若者3人組、『濡れた銭』では「脱税の鬼」と呼ばれる男が主人公。『銀座遊侠伝』ではヤクザの異端児、祐天のテルを描いた。『うぶい奴ら』は浮世絵ブーム、『お待ちなせえ』も絵画業界が舞台。『と金紳士』は文庫版では最も売れて、4巻で85万5千部、次いで『野望の青春』（2巻）が40万4千部。『と金紳士』『色魔』などは後に漫画化されてアダルト漫画の先駆となった。
- 『夜の配当』光文社 1963年（『週刊朝日』連載）
- 『非常階段』光文社 1965年（『週刊漫画サンデー』連載）
- 『どんと来い』桃源社 1965年（『大和ニュース』連載）
- 『一押し二金』桃源社 1967年（短編集）
  - 「悪の勇者」
  - 「ポケット作戦」
  - 「ある復讐」
  - 「一押し二金（かね）」
- 『敵はどいつだ（愛欲編）（復讐編）』集英社 1967-68年
- 『濡れた銭』サンケイ新聞出版局 1969年（『週刊サンケイ』連載）
- 『お待ちなせえ（日本脱出編）（さらばパリ編）』光文社 1969年
- 『と金紳士』文藝春秋 1969-71年（『週刊文春』1968-71年連載）
- 『銀座遊侠伝』文藝春秋 1970年（『オール讀物』1970/4-9月号、同誌初の連載小説）
- 『びかたん（鼻下短・受け唇・片えくぼ）』光文社 1970年（『小説宝石』掲載、1982年角川文庫化時に『びかたん・うけくち』に改題）
  - 「第1部 ああ、通り魔」
  - 「第2部 お先に失礼！」
  - 「第3部 鼻下短受唇片靨」
- 『すけこまし（大望篇）（完結篇）』徳間書店 1970-71年（『アサヒ芸能』連載）
- 『うぶい奴ら』祥伝社 1971年（『週刊ポスト』連載）
- 『やらずぶったくり（やらずの巻）（ぶったくりの巻）』集英社 1970-1971年（『週刊明星』連載）
- 『逃げるが勝ち』実業之日本社 1971年
- 『にぎにぎ人生（疾風怒濤篇）（獅子奮迅篇）（猪突猛進篇）（大願成就篇）』集英社 1971-73年（『プレイボーイ』連載）
- 『かんぷらちんき』徳間書店 1972年（『週刊現代』連載）
- 『銀座ナミダ通り』徳間書店 1974年（『問題小説』1974/1-9月号連載）
  - 銀座ホステスの会社を作り風俗業界に新風を起こそうとするアイデア企業家の痛快ストーリー。

### 風俗小説
戦後の混乱期、高度成長に翻弄され、多様化するモラルの中に色と欲に生きた男女の有り様を描いた作品群。
『男を飼う』は、SM、女装、様々なフェティシズムを扱っている。『苦い旋律』はレズビアン、ニューハーフ物の実質的嚆矢で、女性誌『女性セブン』に連載されて大反響を呼び、続いてエッセイ「浮世さまざま」、小説『青い旋律』を連載。他にも『薔薇の咲く道』など、女性を主人公にした風俗小説も多く書いた。
- 『四つの性』冬樹社 1964年
  - 「第一の性」／「第二の性」／「第三の性」／「第四の性」および「終章」からなる女と男の物語
- 『女の踏絵』講談社 1965年（短編集、『小説現代』1965年掲載）
  - 「やどかりの詩」
  - 「憑かれた女」
  - 「夜のプリズム」
- 『白い炎の女』　桃源社（ポピュラー・ブックス） 1972年、『梶山季之傑作集成 4 　白い炎の女』（集英社 1972年）　
  - 「白い炎の女」 - 全身を羽根や筆、刷毛でくすぐられて悦ぶ女性。梶山は「脚色してあるが、ある俳優を取材して書いたもの」と答えている[24]。
  - 「よろめきの季節」
  - 「愛情の領収」
  - 「冬に来た恋」
  - 「離婚成金」
- 『紫の火花』（上・下） 1965年 主婦と生活社、1981年 講談社 （講談社文庫） か 3-1・2（『週刊女性』1965年連載）
- 『遊戯の報酬』講談社 1967年
- 『サイケの世界』
- 『ミスター エロチスト』光文社 1977年、徳間文庫 1983年（『別冊文藝春秋』1968年掲載）
- 『薔薇の咲く道』集英社 1968年（『婦人生活』1967-68年連載）
- 「青年よ大女を抱け」秋田書店 1968年 - 180cm長身女性の魅力について語る大女フェチ。
- 『苦い旋律（前篇・後編）』集英社 1968年（『女性セブン』1967-68年連載）  The Melody in Bitter  [注 6]。 - 上村一夫により劇画化。「苦い旋律」少年画報社 1973年（『ヤングコミック』1973年）
  - 女装趣味の社長やレズビアンの和装女性に影響を受け官能の虜となるヒロイン。
  - 女物の靴・コート・ハンドバッグで女装している会社社長がガールフレンドとデートする。
  - 「男の同性愛を取り扱った小説は多いのに、なぜ女性のレスビアン[注 7]。小説はないのだろうかと云う不満が、 私にこの小説を書かしめた動機」と梶山は述べている（「女性セブン」1967･9･6）。
- 『男を飼う（鞭と奴隷の章・蛇と刺青の章）』集英社 1969年（『週刊明星』1968-69年掲載）
  - ビバリーヒルズの邸宅に住む髪を長く伸ばしているアメリカの女装美少年が、レズ女から胸の膨らみが無いと言われブラジャーの中に丸めたストッキングを入れられたり、やはり髪が長く女言葉で話す日本人の女装美少年と女装デートする。
- 『美男奴隷』光文社 1969年（『女性自身』連載）
  - 男に捨てられたヒロインが異常性愛を通して男を征服していく。
  - 女装美少年がレズ女から顔を撫でられ快感を感じる。ストッキングと白いハイヒールを履いた女装美少年の美脚に女も恍惚となる。そして女からはレズビアンごっこしましょうと誘惑される。
- 『青い旋律』集英社 1970年（『女性セブン』1969年連載、集英社文庫）  The Melody in Blue 
  - 赤とか青、白、黄色など鮮やかな色の女物のピカピカの長靴を履くのが大好きな女装美青年が、レズビアンで「長靴姿の美女」が好きでたまらないレズ女性と女装レズプレイをする。
  - 連載当時に流行った「ハイレイン」という丈が長めできれいな色のピカピカした女性用ゴム長靴を、色ちがいで何足も持っている女装の美形男子が女性とのプレイをする部屋で履くと、「長靴女」を愛するレズ女性も興奮した。
  - 父の性遍歴を綴った日記を盗み見る父とマンションで2人暮らしのファザーコンプレックス気味の女性。などがくりひろげる変態性欲の集大成ともいうべき風俗ロマン小説。
  - 前作『苦い旋律』に寄せられた女性読者からの要望に応え、美少年、女装、レズ、長靴フェチ、ゴムマニア、くすぐりプレイ、女王様などいわば倒錯の世界を描いた当時としてはかなり反響をよんだ話題作である。連載時の内容で単行本化では割愛された箇所や読者からの投稿およびそれに筆者がコメントしたエッセイなどの一部は『性科学XYZ』に載せられた。
  - ラサール石井は、姉が買っていた『女性セブン』に連載された『青い旋律』を読んで性知識と難しい漢字を覚えたと述べている[25]。
- 『性科学XYZ』（セクソロジーXYZ）集英社 1970年 - 『女性セブン』『小説セブン』ほか各誌に発表した短編、連載エッセイ・女性誌の読者投稿などをまとめたもの。
- 「黒い旋律」（ブラック・セクソロジー）  The Melody in Black  - 『青い旋律』の続編。
- 「中性薬」
- 「ブーツと長靴」（ブーツ女王と長靴姫）[26] - 『青い旋律』の登場人物スピンオフ。 黒革のロングブーツを履き鞭を持ったSM女王様と、女性用のきれいな色のゴム長靴を履いた女装美青年の二人が、女たちを相手にレズ遍歴。
- 「男性がスカートを愛玩する革命」 - 「ピーコック革命」[注 8]などをテーマに話題を提供。「銀座にミニスカートとロングブーツで繰り出す美青年たち」[注 9]は当時、衝撃を与えた。
- 『鞭をふるう女』 1971年 桃源社のちケイブンシャ文庫
- 「鞭と乗馬靴」
- 「浮き世さまざま」（浮世セクソロジー） - 女性誌読者による投稿とエッセイを集めたもの。
- 『野望の青春』（上・下）実業之日本社 1969年　角川文庫 1981年（『週刊漫画サンデー』連載、『出世三羽烏』改題）
- 『流れ星の唄』（上・下） 1971年　桃源社　1983年 角川文庫（『週刊実話』1971年連載）
- 『奇妙な人たち』講談社 1970年 
  - 「美女を縛って30年」 - 団鬼六や谷ナオミらのポルノ小説・写真・映画への情熱について語るエッセイ。
  - 「ブルー・フィルム先生」[注 10]
- 『京都の女（日本女地図1 西日本編）』（短編集、『問題小説』掲載）『モーレツな女』改題 徳間書店 1969年[注 11]
  - 「大阪の女」1975年
  - 「神戸の女」
  - 「広島の女」
- 『銀座の女（日本女地図2 首都圏・東海編）』（短編集）『メロメロの女』改題 徳間書店 1970年
  - 「新宿の女」
  - 「横浜の女」
  - 「浜松の女」
- 『札幌の女（日本女地図3 北日本・北陸編）』（短編集）『バツグンの女』改題 徳間書店 1970年
  - 「米沢の女」
  - 「新潟の女」
  - 「金沢の女」
- 『博多の女（日本女地図4 九州・南海編）』（短編集）徳間書店 1970年 『ヒイヒイの女』改題 - 男と部屋に入るなり全裸になって、逆立ちして脚を広げる女。など博多から高知まで南国各地で繰り広げられる性に奔放な女たちを描く。
  - 「白浜の女」
  - 「高知の女」
  - 「長崎の女」
- 『ソウルの女（世界女地図1 ユーラシア編）』徳間書店 1971年（短編集） 『ベトベトの女』改題
- 『ラスベガスの女（世界女地図2 新大陸編）』徳間書店 1971年（短編集） 『パクパクの女』改題
- 『鞭をふるう女』桃源社 1971年（短編集） - 西洋人美女の意外な性嗜好に翻弄される中年男の非喜劇を描く。
- 『妖しい花園』集英社 1972年 （1988年 祥伝社文庫『妻たちの魔刻』に改題 ）
- 『イッパツ勝負』桃源社 1972年（短編集）
  - 「陰謀と札束」

### 官能小説
風俗小説のうち、直接的な性描写を用いた作品は官能小説（ポルノ小説）とも呼ばれ、梶山は、「かならず新しいセックスの知識とか性行為における技術などを紹介してある」と述べていた。また猥褻罪で3度検挙され、自身も「どこまで書いたらワイセツ文書になるか実験中だ」と話したとも言われる。時代的に性（セックス）解放期にあたり、梶山特有のサービス精神もあり、それが色濃く出た。
- 『小説浮気考』サンケイ新聞社 1965年（短編集） のち廣済堂出版 1968年 （『サンケイスポーツ』連載「浮気考」）
- 『てやんでぇ』（上・下）光文社 1966年（『北国新聞』『愛媛新聞』ほか　1964-65年連載）
- 『五年まえの女（ひと）』（短編集） 桃源社 1967年　1984年 角川文庫
  - 「混血の娘」
  - 「愛の航路は虚しく」
  - 「よろめきの季節」
  - 「五年まえの女（ひと）」
- 『ハレンチな女』徳間書店 1968年 のちケイブンシャ文庫 1994年『破廉恥な女』 
  - 「コーポラスの恐怖」
  - 「呆れた女」
  - 「破廉恥な女」
- 『夜の専務』講談社 1968年（短編集）
  - 「白のパーティ」
  - 「色の苦労」
  - 「夜の専務」
- 『わがおんな考』徳間書店 1968年
- 『女豹』報知新聞社 1968年（短編集）
  - 「不倫三重奏」
  - 「情事の部屋」
  - 「女豹」
- 『はれんち作戦』桃源社 1968年（短編集）
  - 「軽井沢秘密クラブ」
  - 「サイケの世界」
  - 「はれんち作戦」
- 『快楽の実験』カワデベストセラーズ 1968年
- 『現代悪女伝』講談社 1968年（短編集）
  - 「原色の女」
  - 「嘘つきの天才」
  - 「鵜匠の女」
  - 「新宿あまぞん族」
- 『偽装結婚』講談社 1969年（短編集）
  - 「ラッキーボーイ」
  - 「妄想日記」
  - 「偽装結婚」
- 『性欲のある風景』光風社出版 1969年（短編集）
  - 「食欲のある風景」
  - 「幻聴のある風景」
  - 「性欲のある風景」
  - 「風のない月夜」
- 『人間の探険』KKベストセラーズ 1969年（短編集、『宝石』掲載）
  - 「失神」
  - 「名刀」
  - 「媚薬」
  - 「音声」
  - 「性具」
  - 「秘本」
- 『昭和元禄女文学（青い渦の章）（紅い焰の章）』集英社 1969-70年（『プレイボーイ』連載）
- 『えろぐろ軟扇子』講談社 1970年（短編集）
  - 「やったぜベイビー」
  - 「あとの二人が損をする」
  - 「女中仮面」
  - 「えろぐろ軟扇子」
- 『くんずほぐれつ（前編）（後編）』集英社 1970年
- 『エアー（前編）（後編）』集英社 1970-71年（1972年『関白亭主・志願』『試用女房･募集』に改題）
- 『現代悪妻伝』新潮社 1971年（『小説新潮』連載） - 12編からなる連作集。『現代悪女伝』の姉妹版。
  - 「扱き妻」 1971年1月
  - 「出入り妻」 1971年2月 - 貧乏な美男が金持ちの娘に見初められ婿入り。だが、その妻は別の男を追って家を出る。
  - 「幼な妻」 1971年3月
  - 「倹約妻」 1971年4月
  - 「淫乱妻」 1971年5月
  - 「黒人妻」 1971年6月
  - 「虚言妻」 1971年7月
  - 「美容妻」 1971年8月
  - 「異常妻」 1971年9月 - 尿道にカテーテルや綿棒を入れたり出したりする自慰プレイを好む女。夫に尿道オナニーを目撃され恥ずかしがる。
  - 「白人妻」 1971年10月
  - 「酒乱妻」 1971年11月
  - 「道楽妻」 1971年12月 - 子供が出来ない体と知った妻が、犬の飼育に夢中になる。
- 『許して、あなた』徳間書店 1972年（短編集）
- 『ぽるの聖談』祥伝社 1972年
  - コンツェルンの御曹司の愛人遍歴ストーリー。章題にも「桐壺」「帚木」などッ『源氏物語』の巻名が付けられている。
- 『その名は娼婦』桃源社 1974年（短編集）
  - 「胡桃割り人形」
  - 「その名は娼婦」
- 『寝業師』講談社 1975年（短編集）
- 『ああ、性戦』角川書店 1984年（『夕刊フジ』1974/2/7-9/5、「やめてよ、あなた」の題で連載）
- 『すたらまんち 艶笑小説傑作集』1987年 光文社文庫（短編集）  We'll Meet Again My Lovely [注 12]

本作は、『小説宝石』1974/9-1975/5月号に「日本縦断艶笑千一夜」の題で掲載。うち「四国の女」は生前未発表。

### 推理小説・サスペンス
1960年に『週刊文春』の「新鋭作家五人による競作推理小説シリーズ」第三弾として『朝は死んでいた』を連載、当時の実際の梶山グループを彷彿とさせる記者チームによる犯人調査を描いた。
現実に起きた事件を題材にした作品集『知能犯』、山陽新幹線の用地買収に絡む疑獄事件を扱った『女の警察』、架空の国での経済成長の影にある陰謀を描く『大統領の殺し屋』、下山事件を題材にした「俺が殺した」、防衛庁の不祥事を題材にした「小説 防衛庁」、建築学会を舞台にした復讐物語『女の斜塔』などがある。返還直後の沖縄を舞台にした「那覇心中」、GHQ報道統制化の「スワッピング心中事件」など、世情に深く関わる作品もある。
『女の斜塔』を『女性明星』に連載するにあたっては、全国の貸本屋でどういうメロドラマが受けているかを調査し、さらい若い女性を集めてマーケッティング・リサーチしてストーリー、登場人物を決めた。
- 『亀裂のなか』河出書房 1962年（『別冊小説新潮』連載） - 自殺した証券マンは、経済記者の同級生に成りすましの別人だった。記者は警察とともに事件を追うが、他殺で密室に偽装したのではないかと疑う。
- 『朝は死んでいた』文藝春秋新社 1962年
- 『知能犯』桃源社 1964年（『別冊漫画サンデー』連載「知能犯シリーズ」）
  - 「エイプリル・フールの犯罪」
  - 「恐るべき頭脳」
- 『都会の湖』角川書店 1964年（1989年 祥伝社文庫 『華やかな罠』に改題）
- 『女の斜塔（愛欲篇）（復讐篇）』[注 13]集英社 1964、66年（『女性明星』1964年連載） 1981年 集英社文庫
- 『暗い花道』文藝春秋社 1965年（1964年1-11月『オール讀物』連載、1976年廣済堂出版で『黒の花道』に改題）
- 『虚像の女』桃源社 1967年（短編集）
  - 「呪われたベッド」
  - 「殺人スコアブック」[注 14]
  - 「事件の夜」
  - 「愛情の領収」
- 「四本目の鍵」桃源社 1967年 （『ミステリー傑作選1 犯罪ロードマップ』／講談社文庫／49･03に収録）
- 『女の警察』新潮社 1967年（『週刊新潮』1967年連載）
- 「甘美な誘拐」 1967年（『ミステリー傑作選3 ちょっと殺人を』／講談社文庫／1974年に収録） - 会社重役の娘の誘拐事件。家族への犯人の要求の伝達方法が謎。
- 「銀座祭り殺人事件」1968年（『東京銀座ミステリー傑作選』／河出文庫／1987年に収録）
- 『海の殺戮』文藝春秋 1969年（短編集）（表題作「海の殺戮」は『日本ミステリーベスト集成4 海洋編』／徳間文庫／1985年にも収録 ）
- 『ある完全犯罪』 1969年 （1991年 勁文社文庫）
- 『犯罪日誌』新潮社 1970年（短編集）
  - 「腐乱死体の場合は」
  - 「名士劇殺人事件」
  - 「有閑マダムと少年」 - 日本のミステリでは珍しい「犯人が最後に勝利する」完全犯罪を描く。
  - 「犯罪日誌」
- 『罠の淑女』桃源社 1971年（短編集）
  - 「レスビアン殺人事件」[注 15]
  - 「ラッシュ・アワーの天使」
  - 「罠の淑女」
- 「グアム島美人モデル殺人事件」1971年
- 『大統領の殺し屋』光文社 1974年（『オール讀物』、『小説宝石』1974/1月号） - Ｚ国で疑獄事件を追う日本人記者の現地の友人が、謎のメモを残し殺害された。犯人は大統領直属で名うての殺し屋らしい。社会派ミステリー。
- 『罪の夜想曲（上・下）』集英社 1975年（『週刊明星』1973-75年連載）
- 『明日考えよう』桃源社 1975年 （1988年 祥伝社文庫『華麗なる復讐』に改題）
- 『地面師』光文社 昭和ミステリールネサンス （短編集）
  - 「地面師」 - 表題作だが、詐欺を扱っているミステリ短編。
  - 「遺書のある風景」（『ミステリー選集3 殺しこそわが人生』／角川文庫／1975年にも収録）
  - 「瀬戸のうず潮」（『日本代表ミステリー選集7 殺人者にバラの花束』／角川文庫／1976年にも収録） - 瀬戸内の旅館での新婚花嫁の失踪事件。
  - 「冷酷な報酬」
- 『那覇心中』講談社 1976年（短編集、表題作、「スワッピング心中事件」など。1989年講談社文庫版では「ケロイド心中」収録）
- 「湖底の賭」（『日本ミステリー傑作選3 殺人宣言都市』／徳間文庫／1981年に収録）
- 『汚職 さんずい』角川文庫 1987年（短編集、「俺が殺した」「小説 防衛庁」収録）

### SF小説・実験小説
- 『梶山好色機械学・根ピューだあ』徳間書店 1971年（短編集） - 当時日本で、本格的に導入開始されたコンピューターを巡る人間模様の作品集。
- 「実験都市」 1973年
- 「架空の国の物語」 1974年
- 『怪女赤頭巾譚』文藝春秋 1975年 - 主人公の昌代は、一度も登場せず、彼女と関わった人たちの話から昌代の人物像が浮かぶという実験作。
- 「癌人間」（豊田有恒編『日本SFショートショート選 ユーモア編』文化出版局 1977年）に再録

### 歴史小説
- 「合わぬ貝」1956年（河出文庫『合わぬ貝』所収） - 架空の伝書『小鍋夫人覚書』を元に松尾芭蕉の性向と武家を廃したいきさつを描いたもの。梶山の事実上の処女作[注 16]。
- 『李朝残影』文藝春秋新社 1963年（短編集） - 朝鮮物の中編集、表題作は第49回直木賞候補。
  - 「歪んだ栄光」
  - 「族譜」 - 1979年に韓国で映画化。 → 族譜 (映画)
  - 「李朝残影」
- 『京城昭和十一年』桃源社 1969年（短編集）
  - 「闇船」
  - 「小説 金嬉老」
  - 「京城昭和十一年」
- 『雲か山か 若き日の頼山陽』集英社 1974年（原題は「中国新聞」1960/1/11-7/9連載「雲耶山耶」、のち『頼山陽 雲か山か』光文社文庫で再刊）
- 『梶山源氏（いろは・の巻）（ほへと・の巻）』文藝春秋 1972年（『週刊文春』連載、1983年の角川文庫版で『好色源氏物語（いろはの巻）（ほへとの巻）』に改題）

### 時代小説
歴史もののうち、作者が創造したキャラクターや架空の人物を主人公にしたものや、主として江戸が舞台の時代劇の作品群。
- 『彫辰捕物帖（一）-（六）』読売新聞社 1972-74年（『週刊読売』1970/10/23-1973/10/27号連載）
- 「おとこおんな」 1972年2月（読売新聞社のちに徳間書店、論創社） - ずっと女として育てられた女装の美少年たちが、女の格好をしたまま江戸城大奥に入り、女の姿で大奥の女たちの相手をする。手によって男性器を愛撫されて快感に悦び、絶頂に達する女装美少年たちの話。という女装マニア垂涎の作品。
- 「若衆道」1972年4月（読売新聞社のちに徳間書店、論創社） - 妻のある両替商の旦那が歌舞伎役者に熱をあげるが、世間体を気にし表向きは役者に夢中になっているのは妻だということにしておく。
- 『辻斬り秘帖』祥伝社 1974年（「小説現代」1970年10月-12月号連載）

### 国際小説・海外もの
海外を舞台にした作品として、アメリカを舞台にした「カポネ大いに泣く」「ルーズベルト大いに笑う」「めりけん無宿」の三部作、メキシコを舞台にした「甘い廃坑」、アメリカでビジネスを成功する男を描いた『日本人ここにあり』、南米開墾を題材にした『稲妻よ、奔れ』がある。これらの執筆のために、当時は珍しかった海外への取材旅行もしばしば行った。
- 「ダイヤモンドヘッドの女」 1967年 - アメリカ合衆国（ハワイ）
- 『カポネ大いに泣く』講談社 1971年（中編集） - 1985年に萩原健一の主演で映画化。
- 「ルーズベルト大いに笑う」
- 「赤い国の酒」1971年 - ソビエト連邦（ロシア共和国）
- 『めりけん無宿』 1973年（短編集）
  - 「甘い廃坑」
  - 「アロハ・ハワイ」
- 「満漢全席譚」1973年 - 香港
- 『日本人ここにあり（立志編）（成功編）』実業之日本社 1974年（『週刊小説』連載）
- 『稲妻よ、奔れ』新潮社 1975年（『小説新潮』1973-74年掲載、題は単行本化時に夫人が付けた）

### 実録小説・モデル小説
当時の事件や世相、話題の人物などをモデルにした小説を多く発表。ただし内容は虚実入り交ぜたものもあった。
『小説GHQ』は戦後の占領政策、財閥解体の内実を大衆小説として書いたもので、『週刊朝日』連載中には河盛好蔵から「大デュマ」にも喩えられた。連載終了後に改稿しようとしていたが果たせず、単行本化はされたのは死後の1976年だった。
- 『常陽銀行事件』 アサヒ芸能出版 1963年（短編集）
  - 「ストライキの果て」
  - 「ヤクザの勲章」
  - 「常陽銀行事件」
- 『生贄』徳間書店 1967年（『アサヒ芸能』1966/5/29-67/1/23日号） - クラブホステスから財界の生贄として提供され、やがて某国大統領夫人にのし上がる女性の半生を描く[28]。『アサヒ芸能』の連載が始まるとデヴィ夫人をモデルにしたものと大きな反響を呼び[28]、松竹がデヴィ夫人主演で映画化を計画している等と報道され[28]、世間の関心が高まったことから[28]、デヴィ夫人が立腹し[28]、梶山と出版元の徳間康快徳間書店社長を名誉毀損で訴えた[7][28]。合わせて本の増刷、映画、テレビ、演劇禁止の仮処分を東京地裁に申請した[28]。裁判により梶山サイドが敗れ、「違反したら違約金1000万円を払う」という条件で和解した[28]。増刷禁止のため[28]、そのまま絶版した[29]。ただし仮処分までの間に10万部ほど出たと言う[30]。違約金1000万円がさほど高額でもないため、『金環蝕』の大ヒットで意気上がる大映再建中の徳間康快が映画化に意欲を燃やし、「デヴィ夫人を口説き落とす」などと吹いた[28]。ヒット作の少ない当時の邦画界に於いて『戦争と人間』や『華麗なる一族』など、内幕ものはヒットしやすい状況にあった[28]。
- 『実名小説 カルーセル麻紀』 1968年 
  - 「実名小説 カルーセル麻紀」（『小説セブン』1968/7月創刊号）
  - 「冬に来た恋」
  - 「狙った女に」
- 『青い群像・小説全学連』集英社 1969年（『小説セブン』1969/6-11月号）
- 「炎は流れる-小説大宅壮一」（『別冊文藝春秋』1971年115号、前年に死去した大宅壮一について）
- 「光クラブの崩壊」 1973年
- 『小説GHQ』光文社 1976年（『週刊朝日』1964-65年）

### ノヴェライズ（小説化）作品
- 『人妻だから』光文社 1969年（ラジオドラマ「愛の渦潮」の小説化）

### ノンフィクション・エッセイ
- 『実力経営社伝』講談社 1963年
- 『成功者の椅子』アサヒ芸能出版 1964年（村島健一と共著）
- 『松田重次郎 一業一人伝』時事通信社 1966年 - マツダ創業者松田重次郎の伝記。
- 『浮気心の唄』文藝春秋 1966年（エッセイ、日本国内編）
- 『浮気心の旅』文藝春秋 1966年（エッセイ、『週刊文春』1966/3-連載、「浮気心の唄」の続編で海外編） - 梶山の体験した海外の風俗店での珍事件。
- 『浮気心の夜』文藝春秋 1966年（エッセイ、『漫画読本』1967/1-連載、「浮気心」第三集で特別編）
- 『買わないで！』桃源社 1966年（エッセイ、『漫画読本』1968/1-連載）
- 『遊びの冒険』桃源社 1970年
  - 「スパイは隣にいる」
  - 「窓から飛び出せ」（「新潮」掲載 1966/5月号）
  - 「調査の醍醐味」
  - 「日本の新上流階級の秘密」
- 『女房訓』祥伝社 1972年
- 『梶山季之の あたりちらす』サンケイ新聞社 1972年（エッセイ、『夕刊フジ』1971年連載）
- 『ぽるの日本史』桃源社 1973年 のち角川文庫（『週刊新潮』連載） - 歴史上の逸話集、日本人女性の長い黒髪と素足の美しさ、西洋人のストッキングを履いた美脚とハイヒールやブーツ・ゴム長靴の魅力。日本史における男色や女装。女囚や遊郭での三角木馬・くすぐり責めなどサド・マゾ。特殊な性嗜好の歴史と文学などを語るエッセイ。
- 『頭に来たぜ俺だって』桃源社 1974年
- 『人間裸に生まれ来て - わが人生観シリーズ』大和出版 1977年
  - 「大口寄附者を叙勲せよ」
  - 「自然を知らぬ者の怖さ」
  - 「結婚に異議あり」
- 『旅とその世界』山と渓谷社 1977年
- 『「トップ屋戦士」の記録 無署名ノン・フィクション』季節社・祥伝社 1983年
  - 「誰も知らない日本征服地図」
  - 「最良の日―天皇家の再出発」
  - 「トップ屋は抗議する」
- 今東光との対談「何が彼らを残忍な殺人に追い立てたか」（「週刊小説』1972/3/31号、あさま山荘事件について）
- 「梶山季之 ノンフィクション選集」（全5巻）徳間文庫
  - 1『日本の内幕』1985年 - 1965-66年に『宝石』掲載
  - 2『実力経営者伝』1985年（1963年講談社版の再刊） - 1963年に『小説現代』連載の11名のうち8名収録。
  - 3『日本事件列島』1986年
  - 4『昭和人物伝』1986年
  - 5『ルポ戦後縦断』1986年 - 1958-68年に『文藝春秋』、『週刊読売』、『中央公論』、『週刊文春』、『文芸朝日』に掲載。2007年の岩波現代文庫で再刊、『週刊明星』掲載「皇太子の恋」も収録。

### ジュブナイル作品
梶謙介（かじ けんすけ）名義の少年少女向け作品
- 『そのカギを追え』 ／挿絵＝亀山ひろし ［中学生の友１年1959-04］
- 「なぞの一本マスト」 ［中学生の友１年1959-06］ （連作『事件記者』のうち第三話「なぞの一本マスト」）
- 『暗黒の銃声』 ［中学生の友２年1960-01］
- 『なぞの日記帳』 ［中学生の友１年1960-02］
- 『金塊の秘密』 ［中学生の友２年1960-04］
- 『消えた乗客』 ／挿絵＝亀山ひろし ［中学生の友１年1960-05］
- 『誘かい魔にワナをかけろ』 ［中学生の友１年1960-08］
- 『悪魔の好きな炎』 ／挿絵＝中西立太 ［中学生の友１年1961-01］
- 『黒い汗を流す男』 ［中学生の友２年1961-01］
- 『顔のない男』 ／挿絵＝中村英夫 ［中学生の友１年1961-04］
- 『悪魔の契約書』 ［中学生の友２年1961-05］

### 婦人小説・女性論など
梶謙介（かじ けんすけ）名義の既婚・未婚女性向け作品
- 『銀座ビート族』 ［マドモアゼル 1960-04］
- 『人間愛に生きる崇高な女性像』 ［マドモアゼル 1960-05］
- 『風変わりな結婚の開拓者たち』 ［マドモアゼル 1960-05］
- 『恋のかなしさ』 ［婦人公論 1963年-01］

### その他の作品
『わが鎮魂歌』は自伝的長編小説で、高等師範時代から『新思潮』の時期が舞台。ただし死後に夫人により、多くの"換骨奪胎"があったことが明かされている。これと同じ中山俊吉を主人公にした自伝的作品に「髪結いの亭主」（1970年）、「負け犬」（1975年）、「人生至る所に」（1975年）、「小説・梶山交友録 孟宗竹」（1975年）がある。
- 『作戦-青（ブルー･オペレーション）』文藝春秋 1967年（短編集）
  - 「なせばなる」
  - 「作戦-青（ブルー･オペレーション）」
- 『蜜の味』光文社 1968年（短編集）
  - 「贋の季節」
  - 「蜜の味」
- 『夜のGHQ』桃源社 1968年（短編集）
  - 「人間蒸発」
  - 「夜のGHQ」
- 『鱶のような紳士』桃源社 1968年
- 『わが鎮魂歌』講談社 1968年（『月刊現代』1968/3-8月号）
- 『ほいほいほい』桃源社 1969年（短編集）
  - 「ちりぬるを」
  - 「知恵の世の中」
  - 「ほいほいほい」
- 『賭ける男』桃源社 1970年（短編集）
  - 「ちゃらんぽらん」
  - 「黒子人生」
  - 「賭ける男」
- 『名人にて候』徳間書店 1970年（短編集）
  - 「出世の名人」
  - 「浮気の名人」
  - 「ゴムの名人」
  - 「蒸発の名人」
  - 「株価の名人」
- 『巷談名人列伝』徳間書店 1971年
- 『ぴらめんねェ』光文社 1972年
- 『甘い道草』中央公論社 1972年
- 『涙は拭かずに』講談社 1974年（1987年再刊で『女の螺旋階段』に改題、祥伝社ノン・ポシェット）
- 『せどり男爵数奇譚』桃源社 1974年（『オール讀物』1974/1-6月号） - 古書マニアの世界を描いた連作小説集。本作をきっかけに「転売」を意味する「せどり」という言葉が世に広まったといわれる[31][32]。

本作は、2011年刊行された三上延著『ビブリア古書堂の事件手帖』の影響で売り上げが伸びたといわれる。

### 作品集
- 『梶山季之傑作シリーズ（全7巻）』講談社 1965-66年

（『ある復讐』『SEXスパイ』『詰め腹』『風変わりな代償』『歪んだ栄光』『冷酷な報酬』『暗闇の女』）
- 『梶山季之自選作品集（全16巻』集英社 1972-73年
- 『梶山季之集成（全30巻）』桃源社 1972-75年
- 『現代調編文学全集 48・梶山季之（「虹を掴む」「影の凶器」）』講談社 1969年
- 『梶山季之の快美感覚（「非常階段」「囮」）』KKベストセラーズ 1971年

他にも、生前出版された短編を再編集した選書や文庫版が多く出ている。

### 自費出版
- 『買っちくんねェ』[注 18] 文藝思潮社 1952年

（梶山の収録作品：「詰将棋」、「少年」、「禪寺秋色」、「傳説」、「族譜」）

### ラジオドラマ脚本
- 『ヒロシマの霧』 1958年 （朝日放送）
- 『外貨ブローカー』 1958年 （朝日放送）
- 『風と光と影』 1959年 （中国放送）
- 『蛸が茶碗を抱いていた』 1961年 （朝日放送） - 大阪湾に自衛隊の演習海域ができ、苦悩する泉州の漁師。海底で茶碗を掴んで離さない蛸に、漁場に固執する己の生き方を投影する。
- 『愛の渦潮』 1961-62年 朝日放送（TBSと共同制作） 八田栄一演出、新珠三千代、安井昌二
  - 主題歌の松尾和子「人妻だから」の作詞も梶山。
- 『泣くなマックス』 1962年（東京放送）

### テレビドラマ脚本
- 『潜入スパイ』 1964年（NHK大阪）
- 『PR野郎』 1964年（フジテレビ）

### 映画脚本
- 『愛の渦潮』東宝 1962年（ラジオドラマの映画化、監督：久松静児、出演:新珠三千代、三橋達也ほか）

## 交友・行動録
友人関係
酒を通じた交友範囲も広く、心友と呼んだ山口瞳はルポライター時代（山口はサントリー宣伝部）からの付き合いで、講演旅行でもしばしば同行した。自民党の出馬要請を止めたのは結城昌治で、『噂』編集顧問に結城への依頼を考えていた。また義兄弟の契りを結んだという黒岩重吾、ソウル中学の同学年で後に電通最高顧問成田豊、田辺茂一、大宅壮一、清水一行ら交友が広く、遺言に従い盛大なお通夜を企画したが、柴田錬三郎が「おそらく、2～3000人を越える会合になるからまとまりはつくまい」と言ったといわれる。
酒豪&性豪
「飲む打つ買うは男の証」が口ぐせで、夫人は「良くも悪くも男らしい男だった」と評した。煙草は缶入りピース専門で1日二つ（100本）。日本酒なら軽く一升の酒豪。朝のビールに始まって、来客があれば時を選ばずウィスキー。晴れても降っても銀座へ出陣が日課。出陣は平均月に30回といわれた。今東光は「先日もなァ、『酒を無茶飲みするな、自殺行為だぞ』と注意したんだが、梶山はゲラゲラ笑ってな。よぼよぼのろくな作品も書けない芸術院の奴らが10匹死ぬより、梶山一人を亡くしたことが、どんなに日本の小説に打撃か、考えてみてくれよ。今日出海、平岩弓枝、黒岩重吾らと四国松山に文化講演に出かけたとき、梶山は前の日から飲みっぱなしで、仲間に出番だと促されて演壇に立ったんだが、何を言っていいのか分からんくらいに酔ってる。そこで梶山は『人生はオ××であります、おわりッ』とやったんだぞ」などと述べている。
これには異説があり、柴田錬三郎の『大将』のモデルになった坪内寿夫が奥道後温泉に建てたホテルの開業記念式典に来賓として招かれたが、前夜柴田にドボンで負け続けて多額の借金を作ってしまい、挨拶で「××××（女性器の卑語）と言ったら借金を帳消しにしてやる」と言われ、「私はポルノ作家の梶山季之であります。人生は、××××であります」と挨拶した」といわれる。
「物書きが出世払いで飲める店をやらないか」と銀座の若いママに話を持ち掛け1962年4月、銀座にバー「魔里」を開店。以来幾多の作家たちが集い、営業を続けていたが、2021年1月、ママの大久保マリ子が亡くなり、60年近い歴史に幕を下ろした。大久保は「梶山が死んでからセックスはしていない」と話していた。
同じ広島出身で同年生れの、雑誌『酒』編集者佐々木久子は公私ともに親しく、また毎年同誌の恒例企画だった正月号での「文壇酒徒番附」では西の横綱を張り続けた。佐々木は「本当に酒は強かった。広島までの新幹線で食堂車の酒をカラにしたことがあります」と述べている。「文壇酒徒番附」では1965年版から1974年版まで10年間西の横綱を張り続け、"永遠の横綱"との称号を授かっていたが、1974年頃から酒量が目立って落ち、ウイスキーを嗜む程度で、いつも眠ったような顔になったといわれる、「文壇酒徒番附」は1975年版で最後となり、この年前頭に転落し、有終の美を飾れなかった。代わりに1975年版の「文壇酒徒番附」で梶山に代わり、西の横綱に番付を上げたのが黒岩重吾。東の横綱は二年連続で野坂昭如。
梶山を恩師として挙げる広島大学の後輩・大下英治は梶山の十三回忌の頃に梶山の評伝の執筆に取りかかり、「無頼派作家の華やかな女性関係にも触れざるを得ない」ことから梶山の妻に許可を得て取材に入ったが、やはり証言が生々し過ぎ、評伝としては刊行できなかった。その後妻美那江をはじめ当時取材した関係者の多くが亡くなったことから、あらためて活字化する意義を感じ、2023年に加筆し、『最後の無頼派作家 梶山季之』を刊行した。
金離れがよく、誰と飲んでも相手に払わせない。仕事を抱えているときはスーッとトイレに行くように立ってそのまま消えるが、勘定は済んでいる。客の数に合わせてクルマまで呼んでおくという気配りで、長身で優しくきれいな遊びをするので女性によくもてた。夫人との間に「素人の女性に手を出さない。同一女性とは3回以上関係しない。女性の部屋に行かない」の『三ヵ条の御誓文』があったといわれる。
女性の名器の例え"ミミズ千匹"を一般に知らしめたといわれる『女の警察』執筆は、中国地方で400万円のマンションを建てた温泉芸者に会いに行ったことがきっかけ。某有名人が毎月30万を送ってくれ、他にもいろいろ旦那がいて、その訳は「私のはミミズ千匹らしいのです」と答えた。さらに「30秒我慢できたら、私のマンションを差し上げます」とまで言われたが梶山は17秒フラットでダウンし、「お強い方ですわ」と言われた。女に対してもバイタリティー旺盛で、講演旅行4日間のうち3晩は女を変え、一晩に2人相手にすることもあったという。その体験は読者への情報とサービスになった。しかし律儀型浮気と言われ、生活の乱れも人に恨まれることもなかったという。
広島カープを優勝させる会
梶山はボクシングを除いて、スポーツに興味を示さなかったが、可愛がられていた松田恒次の影響もあり広島カープを熱心に応援するようになった。1957年に広島県出身者の阿川弘之、藤原弘達、木村功、桂芳久、杉村春子で「7の会」を結成（または毎年故郷の銘酒「賀茂鶴」を呑む「カモツル会」）。また成瀬数富と相談し、1965年に大宅壮一と梶山が発起人代表となって「広島カープを優勝させる会」を結成し（中心になって動いたのは前出の佐々木久子）、毎年激励会を開いた。1973年7月にホテルニューオータニで開かれたカープを励ますパーティでは、選手を鼓舞しようと「もし優勝できたら、カープ全員に、芸者を揚げて一晩遊ばせてあげる」と不穏当な発言をした。広島カープは梶山の没した1975年秋に初優勝を果たす。優勝を決めた後楽園球場のスタンドには夫の遺影を持った夫人の姿があった。
その他
1962年から都市センターホテルの一室を借り切って仕事場にし、死去まで続いていた。当時そこでフロントクラークとして勤めていたのが森村誠一で、原稿を預かって編集者に渡す時に盗み読みしていたという。「俺の方が面白い」と思えて自信を持ったのが作家になった切っ掛けで、森村は「私は梶山さんのもぐりの弟子」と話している。
1974年の秋に欧州旅行へ出掛ける前に「万一のことがあったら」と遺書を書いていたが、翌年急逝し開かれた遺書には当時14歳の長女へ、「美季、父親がポルノ作家などと呼ばれたために、ずいぶん辛いこともあっただろうが、気にしないでほしい。ここ数年の自分の性描写は言論の自由についての闘いだった。自分では筋を通したつもりだ。いずれ、父の志は高きにあったことをわかってくれると信じている」と書かれていた。梶山は娘が学校で「ポルノちゃん」というあだ名をつけられているのを知ったとき酷く落ち込んでいたといわれる。
『漫画サンデー』に『非常階段』など4本を連載した縁で、実業之日本社で編集長だった峯島正行が1972年に『週刊小説』を創刊する際にも『日本人ここにあり』を連載するとともに、先輩の柴田錬三郎、黒岩重吾も紹介し、また広告面で京城中学からの友人である電通の成田豊を紹介した。1975年に『週刊小説』に連載中だった「渡り鳥のジョー・北投の椿事」が最後の発表原稿となり、死後発売された掲載号では柴田、黒岩の対談も掲載された。
青地晨がある猥褻本出版の裁判で学識経験者として証人として出廷した際に、勉強にと地下出版の春本十数冊を貸した。返却された時、本は2冊多かった。
生年について当時の資料には、大正生まれ、昭和2年、3年、4年など諸説が記載されており、これは当人が曖昧にしていたためでだが、その理由は明かさないままだった。
1963年に直木賞候補となって落選した夜、銀座で飲んでいると、選考委員の一人が近づいて来て「あんたと瀬戸内には、賞はやらんよ」と言われ、直木賞には縁が無いと振っきれたと語っている。
1971年に渋谷税務署の一日署長を務めた。1974年6-8月にはクイズ番組「ほんものは誰だ!」（日本テレビ）のレギュラー回答者として出演した。

## 再評価
死後30年が経ち、『赤いダイヤ』（2004年）『見切り千両』（2005年）がパンローリングから再刊。2007年には広島で、シンポジウム「時代を先取りした作家 梶山季之をいま見直す」開催。続いて同年、岩波現代文庫で『黒の試走車』『族譜・李朝残影』『ルポ・戦後縦断』が相次いで刊行、2008年には論創社から『彫辰捕物帖』が再刊された。

## 原作作品
梶山自身が「脚本」も書いた作品については、「2.15 ラジオドラマ脚本」から「2.17 映画脚本」の項目に別記。

### 映画
- 『黒の試走車（テストカー）』大映東京 1962年
- 『やくざの勲章』大映 1962年（原作は『週刊文春』の同名ルポ）
- 『夜の配当』大映東京 1963年
- 『結婚の設計』松竹 1963年（ラジオドラマの映画化）
- 『のるかそるか』東宝 1963年
- 『黒の凶器』大映 1964年
- 『赤いダイヤ』東映 1964年
- 『黒の超特急』大映東京 1964年（原作は『夢の超特急』）
- 『李朝残影』1967年（初の日韓合作映画）
- 『女の警察』シリーズ 日活 1969年 - 1970年
- 『族譜』貨泉公社 1978年（文化広報部優秀映画賞受賞）
- 『カポネ大いに泣く』ケイエンタープライズ 1985年

### テレビドラマ
- 『赤いダイヤ』TBS 1963年
- 『のるかそるか』日本テレビ 1964年 - 自身も流行作家の役でドラマ初出演した。

### マンガ
- 横山まさみち『と金紳士』芳文社 1973年（『週刊漫画TIMES』1973/1/6・13-51回）
- 横山まさみち『色魔』芳文社 1973年（『週刊漫画TIMES』1972/5/13-26回）
- 横山まさみち『悪人志願』
- 横山まさみち『にぎにぎ人生』
- 横山まさみち『はんこつ』
- 上村一夫『苦い旋律』少年画報社 1973年（『ヤングコミック』連載 1973/6/10-21回）少年画報社 1973年 ）
- 上村一夫『雨靴物語』東京三世社 （『SMセレクト』連載、（原作：『青い旋律』『性科学XYZ』より ） - 女性の長靴フェチとゴムマニアを扱った劇画。

横山まさみちによるマンガ化作品は電子書籍で購入可能。

### カセットテープ
- 『と金紳士（1）歩の巻』 （制作：ニッポン放送／発行：ポニー[注 21]） 1971年
- 『と金紳士（2）金の巻』 （制作：ニッポン放送／発行：ポニー） 1972年